# 英法戰爭 (1213年—1214年)
英法戰爭 (1213年－1214年)是一場中世紀的重大且決定性的戰爭，雙方為法蘭西王國和金雀花王朝與神聖羅馬帝國和其聯軍。這場戰爭是為了遏制法蘭西王國的崛起，並奪回金雀花王朝十年前失去的本土領地。它被廣泛地認為是第一次反法同盟，最終在決定性的布汶戰役中法軍大勝，使法國一躍成為歐洲第一強國。
這場衝突是金雀花王朝和卡佩家族長達一世紀的爭鬥的一場戰爭，這場爭鬥始於1154年安茹伯爵亨利繼位成為英格蘭國王並與路易七世爭鬥，結束於路易九世於1242年塔耶堡戰役對英國的勝利。